# Olivia Gürth
Olivia Gürth (* 31. Mai 2002 in Diez) ist eine deutsche Leichtathletin, die sich auf den 3000-Meter-Hindernislauf spezialisiert hat.

## Karriere
Olivia Gürth absolvierte 2021 ihr Abitur in Diez und nahm im selben Jahr an den U20-Europameisterschaften 2021 in Tallinn teil. Obwohl dies ihre ersten internationalen Meisterschaften waren, errang sie direkt den Europameistertitel in der U20-Klasse im 3000-Meter-Hindernislauf. Zudem errang sie den deutschen Meisterschaftstitel in der U23-Klasse über 3000 Meter Hindernis sowie den U20-Titel über 2000 Meter Hindernis.
Bei den nationalen Meisterschaften 2022 in Berlin gelang ihr ein dritter Platz über ihre Paradestrecke. Bei den European Championships in München belegte sie kurz darauf einen achten Platz in ihrem Vorlauf. Im Herbst desselben Jahres wechselte sie in Trainingsgruppe von Wolfgang Heinig in Frankfurt, wo sie unter anderem mit Gesa Felicitas Krause trainiert.
In der Saison 2023 konnte sie bei den U23-Europameisterschaften in Espoo Gold in neuer persönlicher Bestzeit und Meisterschaftsrekord von 9:26,98 min holen. Mit dieser Vorleistung wurde sie für die Weltmeisterschaften in Budapest nominiert. Dort konnte sie sich als Vorlauffünfte direkt für das Finale qualifizieren und verbesserte ihre Bestzeit auf 9:24,28 min. Im Finale wurde sie Gesamt-14. und erreichte mit einer Zeit von 9:20,08 min auch die Norm für die Olympischen Spiele in Paris im Jahr darauf.
Am 4. August 2024 verpasste Gürth bei den Olympischen Spielen in Paris beim 3000-Meter-Hindernislauf mit ihrer persönlichen Bestzeit 9:16,47 min knapp das Finale.
Gürth startet seit dem 1. Januar 2024 für den Verein Silvesterlauf Trier – wie seit 2017 bereits ihre Trainingspartnerin Gesa Krause.

## Auszeichnungen
- 2023: Deutschlands Leichtathletin des Jahres[9]